# Paulianoptinus sechellarum
Paulianoptinus sechellarum là một loài bọ cánh cứng trong họ Ptinidae. Loài này được Scott miêu tả khoa học năm 1924.